# Earache Records
Earache Records — независимый звукозаписывающий лейбл, основанный в 1985 году Дигби Пирсоном в Ноттингеме, Великобритания. Также имеет отделение в Нью-Йорке, США. Лейбл помог пионерам экстремального метала, выпустив ранние записи в стилях грайндкор и дэт-метал в период между 1988 и 1994 годами. С тех пор состав лейбла расширился, включив более мейнстримную гитарную музыку, работая с такими группами, как Rival Sons, The Temperance Movement, Blackberry Smoke и White Buffalo. Лейбл также организовал сцену Earache Express на фестивале Гластонбери в 2017 году и сцену The Earache Factory на выставке Boomtown Fair в 2018 году.
Логотип Earache Records — дань уважения журналу Thrasher, так как Дигби Пирсон увлекался скейтбордингом.

## История создания
Earache был основан в 1985 году Дигби Пирсоном, который до запуска лейбла занимался созданием альбома «Anglican Scrape Attic», компиляция ранних хардкор-панк и кроссовер-трэш-исполнителей, среди которых были Hirax, Lipcream и Concrete Sox. Соответственно, первым официальным релизом Earache в 1987 году был альбом The Accüsed The Return of Martha Splatterhead. Затем последовал LP группы Concrete Sox и грайндкор-группы Heresy. Первым крупным релизом лейбла стал дебютный студийный альбом английской грайндкор-группы Napalm Death, выпущенный 1 июля 1987 года. В 2005 году по версии читателей английского рок-журнала Kerrang! Scum был поставлен на 50-е место в списке лучших британских альбомов за всю историю. В 2006 он вошёл в американский список «Тысяча и один музыкальный альбом, который стоит прослушать, прежде чем вы умрёте». Наконец, в 2009 году Scum занял 5-е место в списке важнейших европейских грайндкор-альбомов, составленном английским журналом Terrorizer.

## Современные годы
Как и многие лейблы, Earache со временем перешёл от своего первоначального «экстремального» продукта и теперь фокусируется в основном на современных гитарных проектах. В 2010 году американская блюз-рок-группа из Лос-Анджелеса Rival Sons подписала контракт с лейблом и выпустила EP Rival Sons, за которым последовал первый полнометражный альбом Pressure & Time. Затем последовала хард-рок-группа из Мельбурна Massive, Haggard Cat из Ноттингема и Massive Wagons из Ланкастера. Чуть позже американская метал-группа Deicide подписала контракт с Earache Records.
В настоящее время Earache имеет два мировых рекорда Гиннеса. Первый — это самая короткая песня в мире. Композиция «You Suffer» британской грайндкор-группы Napalm Death была занесена в «Книгу рекордов Гиннесса» как самая короткая в мире песня — точная длительность этого трека составляет 1,316 секунды. Второй рекорд — это самый короткий в мире музыкальный видеоклип, который принадлежит Brutal Truth и их треку «Collateral Damage».
В 2018 году в комедийном сериале Кремниевая долина в одном из эпизодов неоднократно звучит композиция «You Suffer».
В августе 2018 года Earache подписал контракт с трэп-исполнителем ALIREZA301 из Мэриленда.
Новые рок-исполнители, которые подписали контракты с лейблом, достигли высоких позиций в британских чартах, в том числе: альбом A Deeper Cut группы The Temperance Movement’s достиг 6-го места, альбом Find a Light (2018) группы Blackberry Smoke — 8-го, альбом House of Noise (2020) группы Massive Wagons — 9-го, альбом Hollow Bones (2016) группы Rival Sons — 13-го и альбом Point Of No Return группы Those Damn Crows — 14-го.
В начале нового десятилетия Earache Records анонсировал  выход сборника под названием «The New wave of Rock N Roll»/ «Новая волна рок-н-ролла» с множеством новых исполнителей.
В начале 2022 года на лейбле издается первая группа из России - Mortal Dismay с альбомом "Hatred Ahead", в записи которого приняли участие Том Дрейпер (Carcass) и Энди Брингз (ex-Sodom).

## Исполнители
На лейбле издаются:
- Adema
- Akercocke
- Anal Cunt
- At the Gates
- The Berzerker
- Biomechanical
- Blood Red Throne
- Bring Me the Horizon (только для США)
- Brutal Truth
- Bolt Thrower
- The Boy Will Drown
- Bonded by Blood
- Cadaver
- Carcass
- Cathedral
- Cauldron
- Concrete Sox
- Coalesce
- Cult of Luna
- Decapitated
- December
- December Wolves
- Deicide
- Delta 9
- Disciples of Annihilation
- Dub War
- Entombed
- Evile
- Ewigkeit
- Extreme Noise Terror
- Forest Stream
- Fudge Tunnel
- Gama Bomb
- Godflesh
- Hate Eternal
- The Haunted
- Heresy
- I.D.K.
- Ignominious Incarceration
- Insision
- Iron Monkey
- Janus Stark
- Lawnmower Deth
- Linea 77
- Massacre
- Misery Loves Co.
- Morbid Angel
- Mortal Dismay
- Mortiis
- Municipal Waste
- Naked City
- Napalm Death
- Oceano
- OLD
- Pitchshifter
- Rival Sons
- Scorn
- Society 1
- Sore Throat
- Spazztic Blurr
- SSS
- Sleep
- !T.O.O.H.!
- Terrorizer
- Ultraviolence
- Usurper
- Vader
- With Passion
- Woods of Ypres
- Wormrot